# Uleila del Campo (kommunhuvudort)
Uleila del Campo är en kommunhuvudort i Spanien.   Den ligger i provinsen Provincia de Almería och regionen Andalusien, i den södra delen av landet, 400 km söder om huvudstaden Madrid. Uleila del Campo ligger 618 meter över havet och antalet invånare är 953.
Terrängen runt Uleila del Campo är kuperad åt nordväst, men åt sydost är den platt. Runt Uleila del Campo är det glesbefolkat, med 11 invånare per kvadratkilometer. Närmaste större samhälle är Macael, 18,5 km nordväst om Uleila del Campo. Omgivningarna runt Uleila del Campo är i huvudsak ett öppet busklandskap.